# Rockwell Kent
Rockwell Kent (Tarrytown, 21 de junho de 1882 — Plattsburgh, 13 de março de 1971) foi um ilustrador e artista estadunidense, formado em arte.
Em 1966 foi-lhe atribuído o Prêmio Lênin da Paz.